# جزیره دکارت
جزیره دکارت، عنوان نمایشگاه آثار نزار موسوی نیا، نقاش سورئال ایرانی ست، که در آذر ماه سال ۱۴۰۰ در آرت سنتر تهران برگزار گردید. این نمایشگاه به علت نگاه عمیق فلسفی در قالب نقاشی، و به چالش کشیدن و نقدی جدی بر فلسفه دکارت، در قالب بیان نگارگری، در مقیاس وسیع از سوی نشریات و خبرگزاری های ایرانی و خارجی مورد توجه قرار گرفت. فلسفه دکارت از جمله مضامینی ست که فلاسفه مدرن من جمله مارتین هایدگر بر آن بسیار تاخته اند. به زعم دکارت ویژگی اصلی جهان، امتداد است. جهان دکارتی جهانی ست ممتد، و شناخت ما از همه چیزهای درون این جهان به درک ما از امتداد محدود می شود. همین تفکر باعث گردیده که هایدگر نقدهای جدی بر فلسفه او وارد کرده و در رد آن قد علم کند. به زعم هایدگر جهان، هستی شناسی متافیزیک، یا امری ممتد نیست. بلکه وجود آن خصلتی شبکه ایی ست، که نمی توان با امتداد آن را تبدیل به خط کرد. در حقیقت امتداد می تواند یکی از ویژگی های اجسام درون جهان باشد، اما تمامیت و اصل آن نیست. بنابر آرا هایدگر در هستی شناسی، جهان مجموعه ای از ارتباطات به شمار می آید که این مجموعه دزاین را می سازد. برای هایدگر هستندگی اهمیت دارد. هستندگی؛ به مفهوم در_جهان_هستن. اما به زعم دکارت؛ اندیشیدن سوژه به جهان است، که مهم است. در یک مثال ساده هایدگر بیان می کند که مثلا یک چکش در کنار اجسام دیگر مانند میخ، دیوار، چوب، تابلو، و ... مفهوم می یابد و وجود آن به تنهایی در جهان هیچ معنایی نمی دهد. و همین مثال مفهوم ارتباطات هستی و شبکه ایی بودن جهان را نمایان می سازد.
موسوی نیا در این مجموعه آثار، این تقابل آرا، میان دو دیدگاه فلسفی را بوسیله طرح و رنگ و نقش بر بوم نشانده است. یکی از آثار این مجموعه نیز در حراج تهران به حراج گذاشته و فروخته شده است.
این نمایشگاه با استیتمنتی، با روند به سخره گرفتن فلسفه دکارت آغاز گردید، و با نگاه اساطیری_تاریخی به شخصیت ها و المان های موجود در تابلوها، حقیقتی مبهم، و وهم آلود را در پس افکار تبعیض گرایانه دکارتی به ظهور کشیده است. کرنش به ادراکات حسی انسانی،  و منطق گرایی بشر معاصر و گریز از خرافه پرستی، از دیگر زوایای به نمایش درآمده در آثار این نمایشگاه بوده است. در تمامی آثار، تنهایی و انزوای بشر کنونی، دور ماندگی از کاشانه، هجر و بی خانمانی انسان معاصر، تقابل های دوگانه، قرائت های چند گانه، پدیدارشناسی خیامی، و فریب های که فلسفه دنیای باستان بر انسان روا داشته را به نمایش درآورده است.
استیتمنت نمایشگاه جزیره دکارت؛
- جزیره‌ی دکارت سرزمینی‌ست درون سایه‌ی تاریک لیوان بردگان
- چمدان‌هایش را پرندگان کور جابه‌جا می‌کنند.
- سنگ‌هایش را هر روز دریاها می‌شویند.
- انسان‌های ایستاده بر کرانه‌ی جزیره، سنگ‌های خیس را لیس می‌زنند و به آفتاب چشم دوخته‌اند.
- مرز جزیره فقط در ذهن حیوانات جابه‌جا می‌شود، زیرا هنوز فریب کلمات را نخورده‌اند.
- و یگانه راه فریب کلمات فراموشی‌ست.[۱۹]

1. ↑  «استقبال کم نظیر از آثار نزار موسوی نیا | ١٩ آبان». بایگانی‌شده از اصلی در ۴ نوامبر ۲۰۲۲. دریافت‌شده در ۲۰۲۲-۱۱-۰۴.
2. ↑  "Nazar Mousavinia Painting Exhibit Underway". Honaronline (به انگلیسی). Retrieved 2022-11-04.
3. ↑  «برگزاری نمایشگاهی که حضور فلسفه و ادبیات در آن پررنگ است». ایسنا. ۲۰۲۱-۱۲-۱۶. دریافت‌شده در ۲۰۲۲-۱۱-۰۳.
4. ↑  923 (۲۰۲۱-۱۲-۱۶). «آرت سنتر میزبان «جزیره دکارت» شد». ایرنا. دریافت‌شده در ۲۰۲۲-۱۱-۰۳.
5. ↑  «گالری اینفو | جزیره دکارت/ نمایشگاه انفرادی نزار موسوی‌نیا». galleryinfo.ir. دریافت‌شده در ۲۰۲۲-۱۱-۰۳.
6. ↑  «Magiran | روزنامه شرق (1400/09/23): گالری گردی». www.magiran.com. دریافت‌شده در ۲۰۲۲-۱۱-۰۴.
7. ↑  «هنرمند تجسمی». خبرگزاری مهر | اخبار ایران و جهان | Mehr News Agency. دریافت‌شده در ۲۰۲۲-۱۱-۰۴.
8. ↑  خطوط، پایگاه خبری تحلیلی (۱۴۰۰/۰۹/۲۸ - ۱۱:۰۱). ««جزیره دکارت» نقاشی‌هایی علیه فلسفه دکارت/ذهن عقل‌گرای دکارتی مالکیت و جغرافیا و مرزها را می‌سازد». fa. دریافت‌شده در 2022-11-04. تاریخ وارد شده در |تاریخ= را بررسی کنید (کمک)
9. ↑  «نزار موسوی‌نیا (متولد 1358) - Tehran Auction». بایگانی‌شده از اصلی در ۴ نوامبر ۲۰۲۲. دریافت‌شده در ۲۰۲۲-۱۱-۰۴.
10. 1 2  "Nazar Mousavinia | Untitled | MutualArt". www.mutualart.com (به انگلیسی). Retrieved 2022-11-04.
11. ↑  «نقاشی‌هایی علیه فلسفه دکارت». خبرخوان صایب اخبار ایران و جهان. دریافت‌شده در ۲۰۲۲-۱۱-۰۴.
12. ↑  "Pin on Group Multimedia exhibition " Human The Difficulty of Duty 2" ( The power ofcrying frombroken spirit". Pinterest (به انگلیسی). Retrieved 2022-11-04.
13. ↑  «حراج ها | نزار موسوی ‌نیا | هنرمندان». آرت چارت. بایگانی‌شده از اصلی در ۴ نوامبر ۲۰۲۲. دریافت‌شده در ۲۰۲۲-۱۱-۰۴.
14. ↑  «Magiran | روزنامه ایران (1400/09/30): تابلوهایی که فلسفه دکارت را درهم می شکند». www.magiran.com. دریافت‌شده در ۲۰۲۲-۱۱-۰۳.
15. ↑  «نقاشی‌هایی که سعی می‌کنند برخلاف نظریه دکارت عمل کنند». خبرگزاری مهر | اخبار ایران و جهان | Mehr News Agency. ۲۰۲۱-۱۲-۱۶. دریافت‌شده در ۲۰۲۲-۱۱-۰۴.
16. ↑  "Nazar Mousavinia | 6 Artworks at Auction | MutualArt". www.mutualart.com (به انگلیسی). Retrieved 2022-11-04.
17. ↑  "#Tehranartcentergalleries Instagram posts (photos and videos) - Picuki.com". www.picuki.com (به انگلیسی). Retrieved 2022-11-04.
18. ↑  «انسانیت معلق در دنیای ذهنی نزار موسوی‌نیا/ نقدی جدی بر موجودیت انسان (فیلم)». نیوزین. ۲۰۲۰-۰۱-۱۳. دریافت‌شده در ۲۰۲۲-۱۱-۰۴.
19. ↑  "نمایشگاه انفرادی - نزار موسوی‌نیا - جزیره‌ی دکارت | درز". darz.art (به انگلیسی). Retrieved 2022-11-03.